# نور علام
نور علام (انگلیسی: Noor Alam; ۵ دسامبر ۱۹۲۹ –  ۳۰ ژوئن ۲۰۱۱) بازیکن هاکی روی چمن اهل پاکستان بود.
وی در مسابقات کشوری و بین‌المللی در مجموع برندهٔ ۳ مدال طلا، ۱ مدال نقره شده‌است.